# Karl Taillepierre
Karl Taillepierre (Pointe-à-Pitre, 13 agosto 1976) è un triplista francese.

## Biografia
È nato in Guadalupa. Ha rappresentato la Francia ai Giochi olimpici estivi di Atene 2004.

## Palmarès
| Anno | Manifestazione          | Sede       | Evento       | Risultato | Prestazione | Note |
| ---- | ----------------------- | ---------- | ------------ | --------- | ----------- | ---- |
| 2001 | Mondiali                | Edmonton   | Salto triplo | 15º (q)   | 16,58 m     |      |
| 2001 | Giochi del Mediterraneo | Radès      | Salto triplo | 5º        | 16,00 m     |      |
| 2002 | Europei indoor          | Vienna     | Salto triplo | 8º        | 16,46 m     |      |
| 2004 | Giochi olimpici         | Atene      | Salto triplo | 42º (q)   | 15,50 m     |      |
| 2005 | Mondiali                | Helsinki   | Salto triplo | 5º        | 17,27 m     |      |
| 2006 | Mondiali indoor         | Mosca      | Salto triplo | 12º (q)   | 16,80 m     |      |
| 2006 | Europei                 | Göteborg   | Salto triplo | 21º (q)   | 16,34 m     |      |
| 2007 | Europei indoor          | Birmingham | Salto triplo | 16º (q)   | 15,87 m     |      |
| 2009 | Europei indoor          | Torino     | Salto triplo | 4º        | 17,12 m     |      |
| 2011 | Europei indoor          | Parigi     | Salto triplo | 9º (q)    | 16,62 m     |      |
| 2012 | Europei                 | Helsinki   | Salto triplo | 18º (q)   | 16,20 m     |      |
| 2013 | Europei indoor          | Göteborg   | Salto triplo | 6º        | 16,72 m     |      |
| 2013 | Giochi del Mediterraneo | Mersin     | Salto triplo | 4º        | 16,26 m     |      |